# Анатема (група)
„Анатема“ (на английски: Anathema) е прогресив рок група от Ливърпул, Англия.
В групата са китаристите Винсънт и Даниъл Кавана, техният брат Джейми Кавана – бас, Джон и Лий Дъглас – барабани и вокали, и клавиристът Даниъл Кардосо от ноември 2012 г.

## История
Групата е формирана през 1990 г. първоначално като дуум метъл група и с името Pagan Angel. През ноември същата година групата създава първото си демо An Iliad of Woes, което привлича вниманието на други групи и звукозаписни компании от английската метъл сцена. През 1991 г. излиза второто демо – All Faith Is Lost, което издейства на групата договор за четири албума с Peaceville Records. The Crestfallen EP излиза през ноември 1992 г., последван от турне с Cannibal Corpse. Дебютния албум на групата Serenades, получава повече внимание от голямата сцена като видеото на песента Sweet Tears се излъчва по MTV. През 1995 г. вокалиста Дарън Уайт напуска и формира своя група.
Албума Eternity излиза на 11 ноември 1996 г. и съдържа повече атмосферични звуци и чисти вокали. Judgement по-късно затвърдява това звучене. Барабаниста Джон Дъглас напуска групата през лятото на 1997 г. На негово място идва Шон Стийлс от Solstice. Alternative 4 излиза на 22 юни 1998 г. По това време напуска басиста Дънкан Патерсън и е заменен от Дейв Пейбъс от Dreambreed. Джон Дъглас се завръща на барабаните. Judgement излиза на 21 юни 1999 г., като от него окончателно отпада дуум метъла и групата се ориентира към експериментална музика.
Малко преди излизането на A Fine Day to Exit, Дейв Пейбъс напуска и се присъединява към Cradle of Filth. През март 2002 г. Даниъл Кавана и се присъединява към групата на Дънкан Патерсън – Antimatter, но през 2003 г. се завръща. След закриването на Music for Nations, Анатема остава без лейбъл. Единадесетият студиен албум на групата Distant Satellites излиза на 9 юни 2014 г. от Kscope.

## Състав
| Сегашни членове - Винсънт Кавана – китара и вокали (1990– ) - Даниъл Кавана – китара (1990 – 2002; 2003– ) - Джейми Кавана – бас (1990 – 1991; 2001– ) - Джон Дъглас – барабани, клавиши (1990 – 1997; 1998– ) - Лий Дъглас – беквокали (1999– ), вокали (2003– ) - Даниъл Кардосо – клавиши (2012– ) |  | Предишни членове - Дарън Уайт – вокали (1990 – 1995) - Дънкан Патерсън – бас (1991 – 1998) - Шон Стийлс – барабани (1997 – 1998) - Дейв Пайбъс – бас (1998 – 2001) - Лес Смит – клавиши (2000 – 2011) |

## Дискография
| - Serenades – 1993 г. - The Silent Enigma – 1995 г. - Eternity – 1996 г. - Alternative 4 – 1998 г. - Judgement – 1999 г. - A Fine Day to Exit – 2001 г. - A Natural Disaster – 2003 г. - We're Here Because We're Here – 2010 г. - Weather Systems – 2012 г. - Distant Satellites – 2014 г. - The Optimist – 2017 г. - Untouchable – 2013 г. - Universal – 2013 г. - Resonance – 2001 г. - Resonance 2 – 2002 г. - Hindsight – 2008 г. - Falling Deeper – 2011 г. - The Crestfallen – 1992 г. - Pentecost III – 1995 г. - Alternative Future – 1998 г. | - They Die – 1992 г. - We Are the Bible – 1994 г. - Deep – 1999 г. - Make it Right – 1999 г. - Pressure – 2001 г. - Unchained (Tales of the Unexpected)" / "Flying – 2008 г. - Dreaming Light – 2011 г. - Everything – 2012 г. - Untouchable, Pt. 2 – 2013 г. - An Illiad of Woes – 1990 г. - All Faith is Lost – 1991 г. - A Vision of a Dying Embrace – 1997 г. - Were You There? – 2004 г. - A Moment in Time – 2006 г. - Universal – 2013 г. |

## Анатема в България
- 20 ноември 2010 – София
- 22 септември 2012 – Античен театър, Пловдив